# Норман Олден
Норман Олден (при народженні Норман Адельберг англ. Norman Alden; 13 вересня 1924, Форт-Верт, Техас,, США — 27 липня 2012, Лос-Анджелес, Каліфорнія, США) — американський характерний актор.

## Біографія
Норман Олден (при народженні мав прізвище Адельберг) народився у Форт-Верті, штат Техас, і був сином Бена Адельберга та Естер Ковінські Адельберг. Він служив в армії Сполучених Штатів під час Другої світової війни і повернувся до Форт-Верту, щоб вступити до Техаського християнського університету. Частину акторських здібностей розвинув під час навчання в університеті, беручи участь у студентському театрі. 
Олден знявся в десятках телесеріалів у 1950-х і 1960-х роках. Олден зіграв Джонні Рінго у вестерні «Життя та легенда Уайтта Ерпа» з Г’ю О’Брайаном у головній ролі (серіал виходив у 1955-1961 роках). У 1958 році він знявся в одному з епізодів комедії ситуацій «Містер Адамс і Єва». У 1958 і 1959 роках його взяли на роль у трьох епізодах серіалу «Пригоди Рін Тін Тін». У період з 1959 по 1962 рік він зіграв шість ролей, головним чином як моряка Пуласкі, у ситкомі Джекі Купера «Хеннесі». У 1959 і 1960 роках його взяли на роль капрала Луціуса Гранді в п'ятнадцяти епізодах серіалу «Не по найму». З 1959 по 1961 рік він з'явився як різні персонажі в дев'яти епізодах кримінальної драми «Роки беззаконня». У 1961 році він зіграв Шеда Велті в епізоді «Випробування біля мертвого дерева» вестерн-серіалу «Бронко» з Тай Хардіном у головній ролі. Також у 1961 році він з'явився в епізоді «Четвірка» з Джеком Еламом у вестерн-серіалі «Законник» з Джоном Расселом у головній ролі. Він також знявся в ситкомі «Піт і Гледіс» і в епізоді ситкому «Шоу Кари Вільямс» 1964 року. У 1966 році він також зіграв в епізодах 25 і 26 серіалу Бетмен. 
У 1970–1971 роках він грав Тома Вільямса у фільмі «Мої три сини». Він зіграв сержанта Кребса в 1966 році в епізоді «Герої Хогана» «Щастя — теплий сержант». У 1967 році він зіграв капітана Хортона в ситкомі Ранго. У 1970 році він з'явився в епізоді «ТИха сила». Він зіграв невелику роль в епізоді «Адам-12» 3 жовтня 1973 року. Олден зіграв капітана поліції в телевізійному фільмі 1988 року «Людина проти натовпу» з Джорджем Пеппардом у головній ролі.
Олден також зіграв у Барнабі Джонса в епізоді «Останній контракт» 31 грудня 1974 року. Олден зіграв тренера Лероя Феддера в телесеріалі 1970-х «Мері Гартман, Мері Хартман». Він також озвучив командира Хенка в мультсеріалі «Девлін». Він зіграв головну роль у фільмі «Енді». Актор також зіграв колишнього поліцейського, який хоче помститися Стіву МакГарретту в епізоді 4 сезону Гаваї 5-О «Спочивай з миром, хтось».
Інші ролі, які Олден зіграв, включали ремонтника AC Delco, механіка Лу протягом семи років у серії реклами, професора Френка Хефліна в «Жінці Електрі та дівчині Дина», Аквамена, «Зеленої стріли» та «Пластикового чоловіка» в анімаційній телевізійній франшизі «Супердрузі». Шоу Енді Гріффіта та Майор Трумен Лендон у «Торі! Тора! Тора!» (1970). Він озвучив сера Кея у фільмі Діснея «Меч у камені» 1963 року та Кранікса у фільмі «Трансформери: Фільм» 1986 року. У 1976 році Олден з'явився в ролі Великого тата Доусона, першого колишнього чоловіка Фло в телесеріалі «Аліса». Він був в одному епізоді «Далласа» як сенатор Вільям Орлофф у сезоні 1, епізоді 3 «Шпигун у домі», також відомому як міні-серіал. У 1 сезоні Дюки з Хаззарда він зіграв шефа Лейсі поліції Спрінгвіля в епізоді «Deputy Dukes»; він повернувся до ролі в епізоді другого сезону «Привид генерала Лі». Він з'явився в ролі Лу Карузерса, власника кав'ярні у фільмі «Назад у майбутнє» (1985) та оператора-дальтоніка Білла у фільмі Тіма Бертона «Ед Вуд» (1994). Він з'явився у фільмі "Бомбер з Канзас-Сіті" (1972), де зіграла Ракель Велч.
У 1986 році Олден прибув на зйомки телевізійної програми «Маленьке диво», не підозрюючи, що епізод був написаний у співавторстві з його двоюрідним братом Джеком Гроссом.
Його акторська кар'єра почалася в 1957 році і тривала майже 50 років. Він залишив акторську кар'єру в 2006 році.
Помер 27 липня 2012 року в місті Лос-Анджелес

## Особисте життя
Був одружений на Шерон Хайден, мав двох дітей - Брент Олден та Ешлі Олден. 

## Фільмографія
- 1957 — Чуй мене добре / Церемоніймейстер
- 1958 — Сила Воскресіння / Охоронець воріт
- 1960 — Ходяча ціль / Сем Руссо
- 1961 — Операція «Вузьке місце» / капрал Лестер «Мерк» Девенпорт
- 1961 — Портрет гангстера / Бо Ветцель
- 1961 — Секрет Глибокої гавані / Барні Хейнс
- 1963 — Божевільний професор / Футболіст/Студент
- 1963 — Меч у камені / озвучував Кея
- 1964 — Улюблений спорт чоловіків? / Джон Скрімінг Егле
- 1964 — Казка на ніч / Дубін
- 1964 — Петсі / Хуліган у тренажерній залі
- 1965 — Енді / Енді Кліадакіс
- 1965 — Червона лінія 7000 / Пет Казарян
- 1966 — Дикі янголи / Медик
- 1967 — Перший до бою / Сержант Шмідтер
- 1967 — Хороші часи / Воррен
- 1968 — Чубаско / Френкі
- 1968 — Fever Heat / Герберт Герпгрув
- 1968 — Диявольська бригада / Лейтенант
- 1968 — Вбивць троє / Гутрі
- 1969 — Велике пограбування банку / Великий Грегорі
- 1970 — Тора! Тора! Тора! / Майор Труман Лендон
- 1971 — Встаньте і вас порахують / Бізнесмен
- 1972 — Бен / Поліцейський
- 1972 — Де це болить? / Кацен
- 1972 — Бомбардувальник Канзас-Сіті /  Хенк Гопкінс "Жахливий"
- 1972 — Місія нездійсненна / Джордж Коллінз
- 1972 — Все, що ви хотіли б знати про секс, але боялися про це запитати / Технік мозку
- 1973 — Планета мавп / Зако
- 1975 — Гінденбург / Детектив Бейкер
- 1977 — Я ніколи не обіцяв тобі сад троянд / Макферсон
- 1977 — Напівтвердий / Тренер Елвін Паркс
- 1980 — Хмарна танцівниця / Доктор Патнем
- 1980 — Прикордонна смуга / Віллі Ламберт
- 1982 — Віктор/Вікторія / Чоловік із взуттям у готелі
- 1985 — Назад у майбутнє / Лу Карузерс, власник кафе
- 1986 — Трансформери: Фільм / Кранікс (озвучування)
- 1987 — Поза міткою / Тренер Елам
- 1988 — Вони живуть / Майстер
- 1989 — Прогулюючи уроки / офіцер Фондулак
- 1994 — Ед Вуд / оператор Білл
- 1998 — Цілитель Адамс / водій вантажівки
- 2001 — Планета Ка-ПЕКС / балакучий чоловік